# Entrada triunfal em Jerusalém

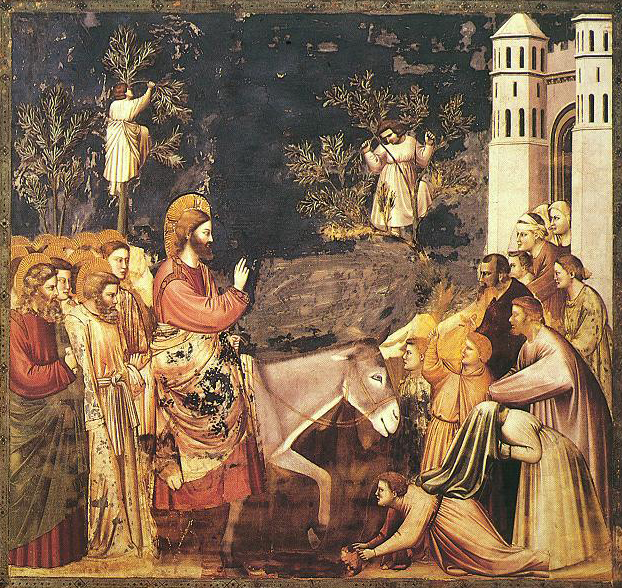
Entrada triunfal em Jerusalém.
Afresco de Giotto na Capela Scrovegni, em Pádua, na Itália.

A entrada triunfal em Jerusalém é um evento da vida de Jesus, já no final de seu ministério, e que é relatado pelos quatro evangelhos canônicos. A entrada marca o início do período conhecido como Paixão, que culminará com a crucificação e ressurreição de Jesus.
Em João 12:9–11, após a ressurreição de Lázaro dos mortos, multidões se juntam à volta de Jesus e passam a acreditar nele. No dia seguinte, uma multidão se juntou para recebê-lo em Jerusalém.
Em Mateus 21:1–11, Marcos 11:1–11, Lucas 19:28–44 e João 12:12–19, quando Jesus vinha do Monte das Oliveiras em direção a Jerusalém, o povo atirou roupas no chão para receber Jesus, que entrou triunfante na cidade.

## Narrativa bíblica

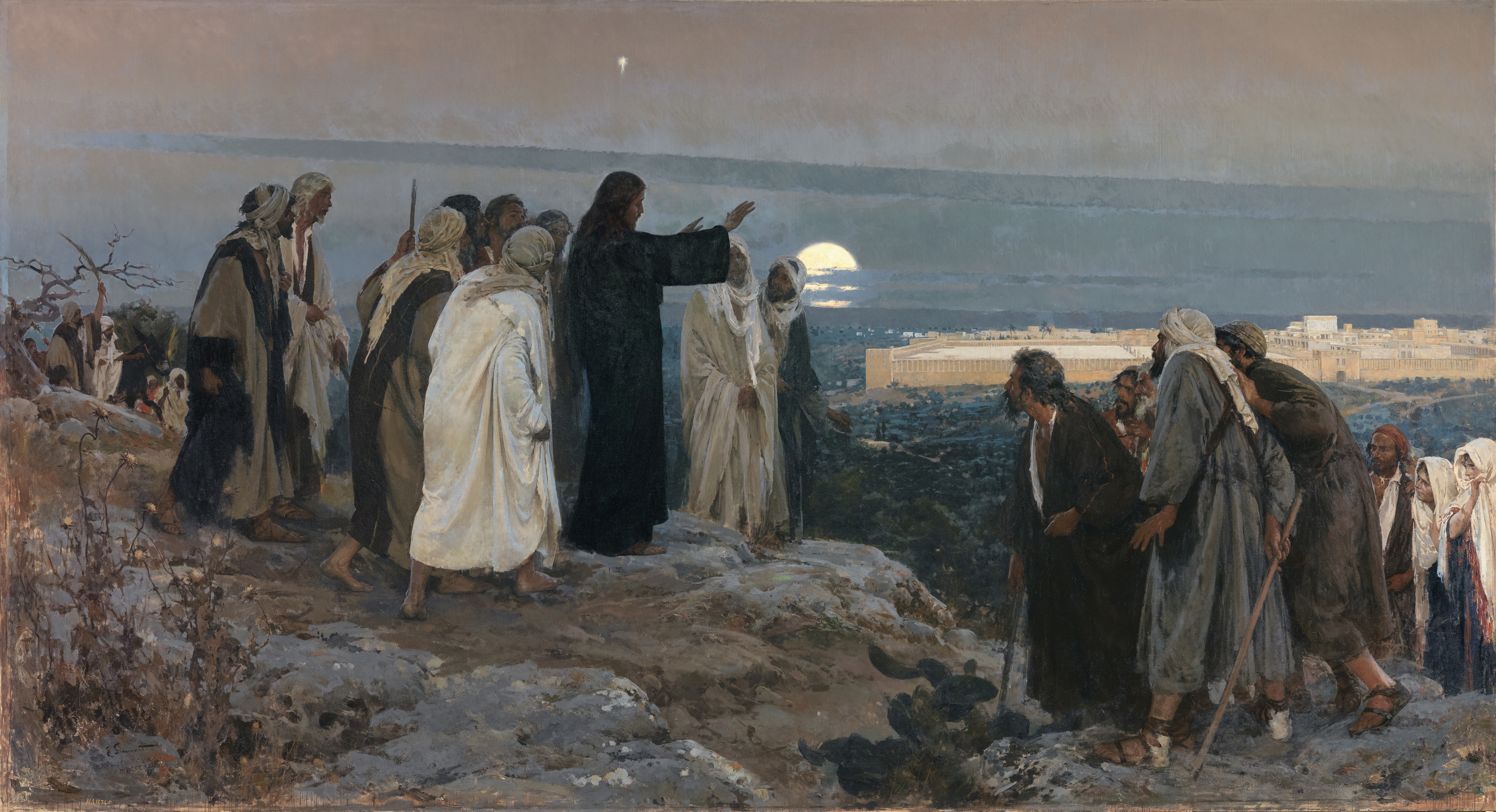
Flevit super illam.
Óleo sobre tela de Enrique Simonet de 1892.

De acordo com os evangelhos, antes de entrar em Jerusalém, Jesus estava hospedado em Betânia. O Evangelho de João afirma que ele ficou ali nos seis dias antes da Pessach (a Páscoa judaica). De lá, ele enviou dois discípulos a uma aldeia que "está em frente de vós" para que buscassem um jumento que estaria ali amarrado e que nunca fora montado. Se questionados, deveriam responder que o Senhor precisava do animal, mas que ele seria devolvido.
Jesus então montou no jumento e se dirigiu a Jerusalém, com os três evangelhos sinóticos em acordo de que os discípulos forraram o animal com suas capas para tornar a montaria mais confortável. Em Marcos e João, a entrada ocorre num domingo, com Mateus e Lucas não especificando a data. Em Lucas 19:41, conforme Jesus se aproxima de Jerusalém, ele olha para a cidade e chora por ela (no evento conhecido como em latim: Flevit super illam), já prevendo o sofrimento a que passará a cidade.
Os evangelhos seguem contando como Jesus chegou à cidade e, ali, o povo retirou também suas capas e as jogou à sua frente, juntamente com ramos de palmeiras. O povo cantou parte do Salmo 118: «Salva-nos agora, te pedimos, ó Jeová; Ó Jeová, envia-nos agora a prosperidade. Bendito seja aquele que vem em nome de Jeová, Da casa de Jeová vos abençoamos.» (Salmos 118:25–26).
Nos evangelhos sinóticos, este episódio é seguido da Segunda limpeza do Templo e, nos quatro evangelhos, Jesus realiza vários milagres e conta diversas parábolas em Jerusalém até o dia da Última Ceia..
Os cristãos celebram a entrada de Jesus em Jerusalém no Domingo de Ramos, que ocorre uma semana antes do Domingo de Páscoa.

## Paralelos com o Antigo Testamento

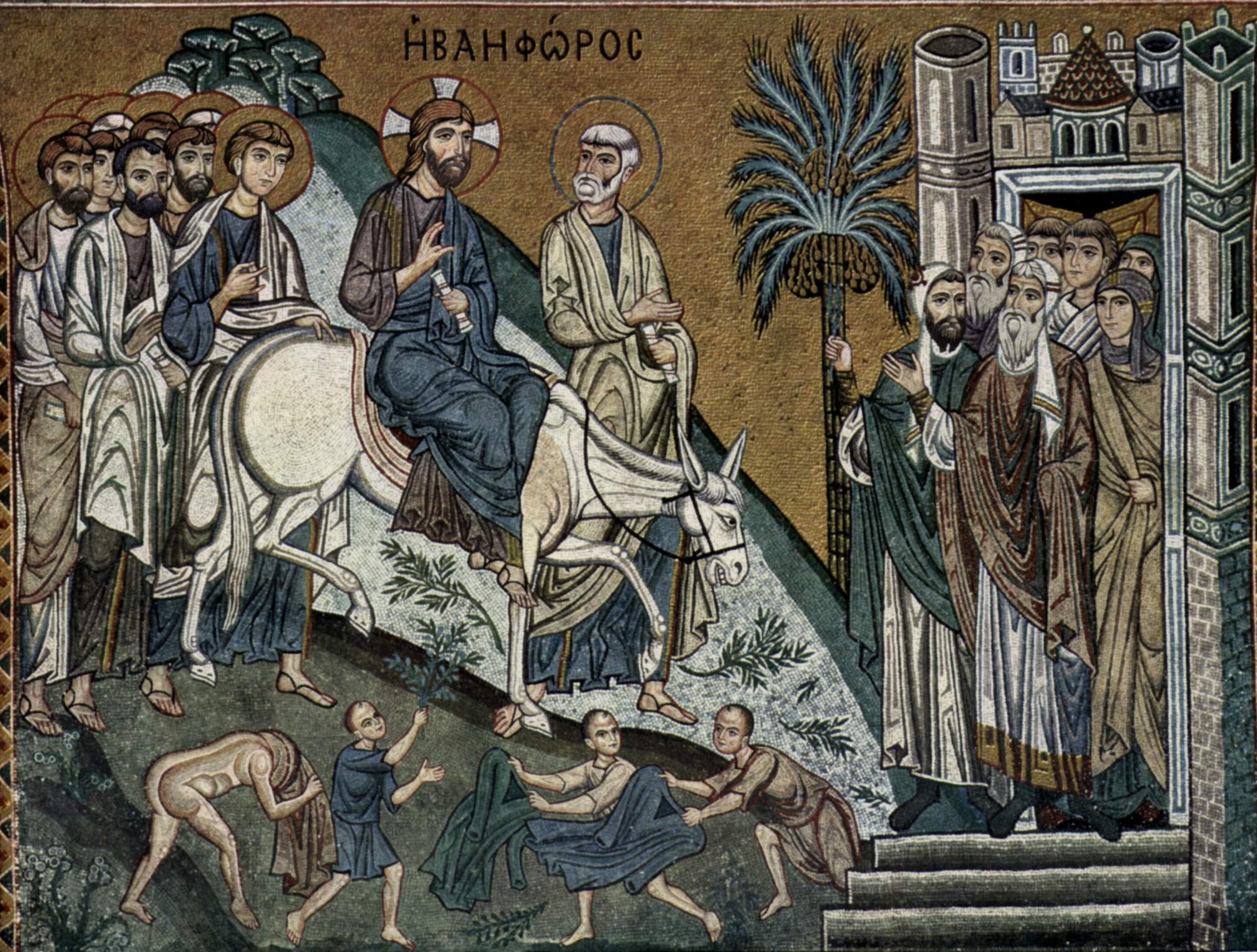
Entrada triunfal em Jerusalém.
1150. Mosaico na Capela Palatina, Palermo, na Itália.

O relato em Mateus se refere a uma passagem do Livro de Zacarias:
| “ | «Regozija-te muito, filha de Sião; exulta, filha de Jerusalém; eis que vem a ti o teu rei. Ele é justo, e trás a salvação; ele é pobre e vem montado sobre um jumento, sobre um potrinho, filho de uma jumenta.» (Zacarias 9:9) | ” |

A localização do Monte das Oliveiras é importante no Antigo Testamento, pois Zacarias afirma que o Messias virá de Jerusalém a partir dali:
| “ | «Então sairá Jeová, e pelejará contra essas nações, como quando pelejou no dia da batalha. Naquele dia estarão os seus pés sobre o monte das Oliveiras, que está defronte de Jerusalém para o oriente; o monte de Oliveiras será fendido pelo meio para o oriente e para o ocidente, e haverá um vale muito grande; uma metade do monte se removerá para o norte, e a outra metade para o sul.» (Zacarias 14:3–4) | ” |

Uma entrada triunfal com folhas de palmeiras lembra a celebração da liberação dos judeus no deuterocanônico I Macabeus (13:51), que diz:
| “ | E entrou nela no dia vinte e três do segundo mês, no ano cento e setenta e um, com cânticos e palmas, harpas, címbalos, liras, hinos e louvores, porque um grande inimigo de Israel tinha sido aniquilado. | ” |
|   | — I Macabeus 13:51. |   |